# Nicolas Darrot
Pour les articles homonymes, voir Darrot.
 (novembre 2017).
Si vous disposez d'ouvrages ou d'articles de référence ou si vous connaissez des sites web de qualité traitant du thème abordé ici, merci de compléter l'article en donnant les références utiles à sa vérifiabilité et en les liant à la section « Notes et références ».
Nicolas Darrot (né le 10 juillet 1972 au Havre) est un artiste français.

## Biographie
Il est né le 10 juillet 1972 au Havre.
Il vit et travaille à Pantin. Après une formation initiale à l'école d'architecture de Grenoble, il entre à l'école des Beaux-Arts de Paris en 1993. Il est diplômé en 1998.
Son travail est consacré en grande partie à la réalisation d'automates humains et animaliers, qu'il insère dans des dispositifs narratifs.

## Principales expositions
Collection d'insectes (1998) est exposée dans le cadre de l'exposition Les Choses. Une histoire de la nature morte au musée du Louvre du 12 octobre 2022 au 23 janvier 2023, parmi les œuvres de l'espace nommé « Sélectionner, collectionner, classer ».
- 2017 :
  - Les Instruments, Temple du Goût, Le Voyage à Nantes
- 2016
  - Le règne analogue, carte blanche à Nicolas Darrot, la maison rouge Paris
- 2015 : 
  - "Kosmos seven" , Pornbach contemporary, Pornbach
  - "Autofiction d'une collection", Galerie Polaris, Paris
  - "L'amour, la mort, le diable", Collection Christina et Jean Mairet, Galerie des Hospices, Limoges
  - "Transmission, récréation, répétition", Ecole Nationale Supérieure des Beaux-Arts, Paris
- 2014 :
  - "Molécule eden" , Galerie Eva Hober , Paris
  - "Le mur" , Fondation Antoine de Galbert, Paris
  - "W_T machine" , en collaboration avec Clément Bagot, Yisu-8, Pékin
- 2013 :
  - « Friends and Family" , Galerie Eva Hober, Paris
  - « Histoires d'Automates", Théâtre des Sablons, Neuilly-sur-Seine
  - « Providence" , Centre d'art bastille, Grenoble
  - « Die Zauberflöte",  Opera de Lyon, Mise en scène Pierrick Sorin
- 2012 : 
  - « Gromiam », Musée international des arts modestes, Sète
  - « L'Etat-major hirsute », Centre d'art contemporain, Istres
  - « Cabinet Da-End 02 », Galerie Da-End, Paris
  - « Clinamen », Galerie Eva Hober, Paris
  - « La belle peinture est derrière nous[2] », Le Lieu unique, Nantes
  - « Les arpenteurs », Musée Joseph Denais, Beaufort-en-Vallée
- 2011 :
  - « My Paris », Me collectors room, Berlin
  - « Cabinet Da-End 01 », Galerie Da-End, Paris
  - « Joseph et moi », musée Joseph Denais, Beaufort-en-Vallée
  - « Bêtes off », Conciergerie, Paris
  - « Jardins privés », Aldebaran, Castries
  - « Bestes, bestiaux, bestioles », Château d'Oiron
  - « Catalyseurs », château de Castelnau-Bretenoux
  - « Le pays gras », château de Fougères-sur-Bièvre
- 2010 :
  - « La belle peinture est derrière nous[2] », Sanat Limani-Antrepot 5, Istanbul (Turquie)
  - « L'Iceberg », Théâtre national de Chaillot, Paris
- 2009 :
  - « Félicien Marboeuf », espace Paul-Ricard[3], Paris
  - « Le pays gras », château d’Oiron
  - « Autour de Jean Dieuzaide », musée d'histoire naturelle, Toulouse
  - « Métamorphoses », musée Paul Dini, Villefranche-sur-Saône
  - « Fuzzy Logic », Cueto Project, New York
- 2008 :	
  - « The flowers of evil, still bloom », Cueto Project, New York
  - « Dronecast », galerie Eva Hober, Paris
  - « Arcadia », château d’Oiron
  - « Volatiles », espace Croix-Baragnon, Toulouse
  - « Les Injonctions », galerie Eva Hober, Paris
  - « Waoooh ! » CRAC Alsace, Altkirch
- 2007 : 
  - « Bêtes et hommes », Grande Halle de la Villette, Paris
- 2006 :
  - « Tout contre, La générale », Manufacture de Sèvres
  - « Khaos », Gana Gallery, Séoul
  - « Bêtes de style », MUDAC, Lausanne
  - Passage au noir, La Maison rouge, Paris
  - « Journal des Enfants-loups », galerie Eva Hober, Paris
- 2005 :
  - Galerie Eva Hober, Paris
  - « Artificiallia », château de Bar-le-Duc
- 2004 :
  - « Mutatis, mutandis », Musée d’histoire de la médecine, Paris
  - « L’intime », La Maison rouge, Paris
- 2003 :
  - « Leurres, anamorphoses, calculs et autres petits mensonges », La réserve d’Area, Paris
  - « Cabinets de curiosité »s, centre d’art contemporain, Oyonnax
  - « Artificiallia », hôtel Rothschild, Paris
  - « De l‘homme et des insectes », fondation EDF, espace Electra, Paris
  - « Park, Environnement d’une performance de Claudia Triozzi », centre Georges Pompidou, Paris
- 2002 :
  - « Explosition », centre d’art contemporain, Saint-Cyprien
  - « L’humour dans l’art contemporain », espace Belleville, Paris
  - « Parcours privés », La Maison rouge, fondation Antoine de Galbert, Paris
- 2001 :
  - « Yggdrasill », chapelle de Villerase, centre d’art contemporain, Saint-Cyprien
  - Fondation Coprim, Paris
  - « Électromassacre », galerie Rachlin-Lemarié Beaubourg, Paris
- 2000 :
  - « Machins-machines », Donjon de Vez
  - « Les Fêtes », galerie Rachlin-Lemarié Beaubourg, Paris
  - « À vif », Exposition avec Dado et Emmanuelle Pérat, Galerie RL Beaubourg, Paris